# النكبة

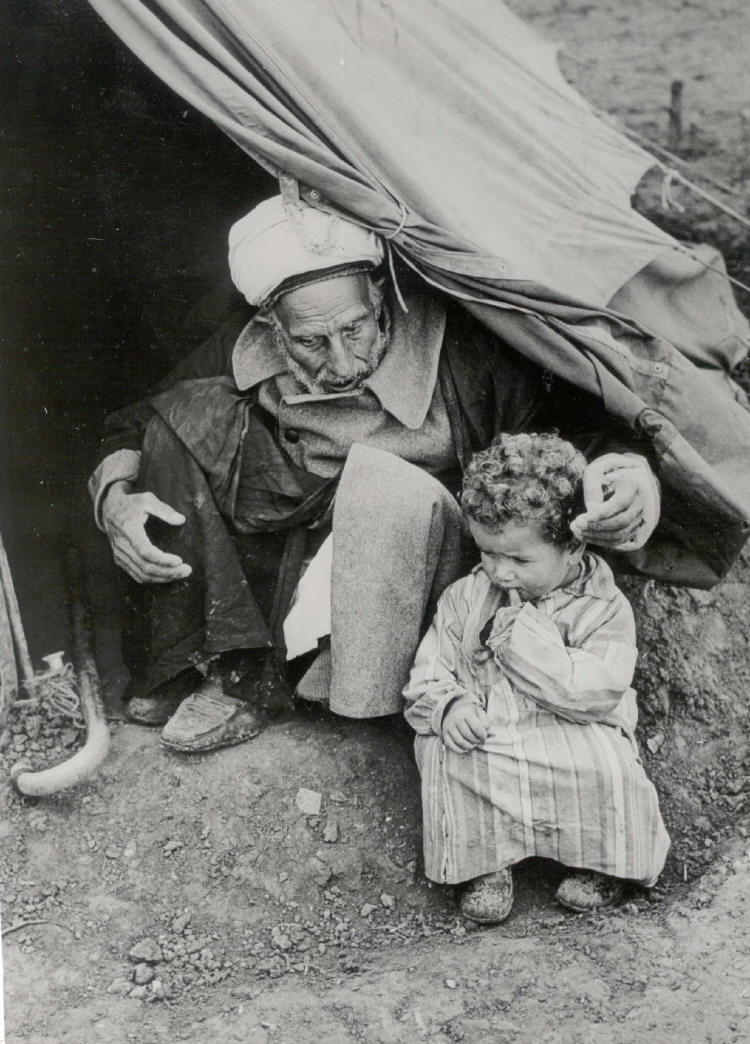
النكبة الفلسطينية

النكبة مصطلح فلسطيني يعبر عن المأساة الإنسانية المتعلقة بتشريد عدد كبير من الشعب الفلسطيني خارج دياره. وهو الإسم الذي يطلقه الفلسطينيون على تهجيرهم وهدم معظم معالم مجتمعهم السياسية والإقتصادية والحضارية عام 1948. وهي السنة التي طرد فيها الشعب الفلسطيني من بيته وأرضه وخسر وطنه، لصالح إقامة الدولة اليهودية- إسرائيل. وتشمل أحداث النكبة، إحتلال معظم أراضي فلسطين من قبل الحركة الصهيونية، وطرد ما يربو على 750 ألف فلسطيني وتحويلهم إلى لاجئين، كما تشمل الأحداث عشرات المجازر والفظائع وأعمال النهب ضد الفلسطينيين، وهدم أكثر من 500 قرية وتدمير المدن الفلسطينية الرئيسية وتحويلها إلى مدن يهودية. وطرد معظم القبائل البدوية التي كانت تعيش في النقب ومحاولة تدمير الهوية الفلسطينية ومحو الأسماء الجغرافية العربية وتبديلها بأسماء عبرية وتدمير طبيعة البلاد العربية الأصلية من خلال محاولة خلق مشهد طبيعي أوروبي. بدأ التطهير العرقي في عام 1947 بعد إقتراح الأُمم المتحدة لقرار تقسيم فلسطين. بدأت العصابات الصهيونية بعملية دالت لبدأ التطهير العرقي على نطاق واسع لفرض سياسة الأمر الواقع على الأرض لإبطال قرار التقسيم حتي إن أرادت الأُمم المتحدة تنفيذه.
في عام 1998، اقترح ياسر عرفات أن يحيي الفلسطينيون الذكرى السنوية الخمسين للنكبة التي أعلنت يوم 15 أيار/مايو، أي اليوم التالي لإستقلال إسرائيل في عام 1948، يوم النكبة، مما أضفى الطابع الرسمي على تاريخ استخدم بصورة غير رسمية منذ عام 1949.
أثرت النكبة بشكل كبير على الثقافة الفلسطينية وهي رمز تأسيسي للهوية الفلسطينية، جنبا إلى جنب "حنظلة" والكوفية والمفتاح الرمزي. كُتب عدد لا يحصى من الكتب والأغاني والقصائد عن النكبة. وصف الشاعر الفلسطيني محمود درويش النكبة بأنها "حاضر ممتد يبشر بالإستمرار في المستقبل".
على الرغم من أن السياسيين اختاروا 1948/5/15 لتأريخ بداية النكبة الفلسطينية، إلا أن المأساة الإنسانية بدأت قبل ذلك عندما هاجمت عصابات صهيونية إرهابية قرىً وبلدات ومدن فلسطينية بهدف إبادتها أو دب الذعر في سكان المناطق المجاورة بهدف تسهيل تهجير سكانها لاحقاً.
في عام 2018، حذر جوزيف مسعد من استخدام مصطلح النكبة كمصطلح تاريخي فحسب، بل قال "إن النكبة ليست عملية ماضية أو حاضرة لسرقة أرض فلسطين وطرد شعبها، بل بأنها عملية ينبغي أن تستمر من أجل الحفاظ على بقاء دولة إسرائيل في المستقبل. وبذلك يصبح جليّاً أن النكبة ليست حدثاً ماضياً أو عملية مستمرة في الحاضر، بل على أنها مُصاب ينتظره بالتأكيد مستقبل يتم التخطيط له." وأضاف في مقال سابق "الكل يعلم أن بداية النكبة كانت في 1881" وليس 1947 كما يشاع، ذاكرا أن 1881 "هو تاريخ بدء الإستعمار اليهودي لفلسطين الذي لم ينته. معظم الناس في العالم يودون أن يصورا أن الفلسطينيين يعيشون في فترة ما بعد النكبة، ولكني أصر أننا [كفلسطينيين] نعيش في النكبة، إن تاريخ النكبة لم يكن تاريخ الماضي وإنما هو تاريخ الحاضر قطعا."

## المكونات

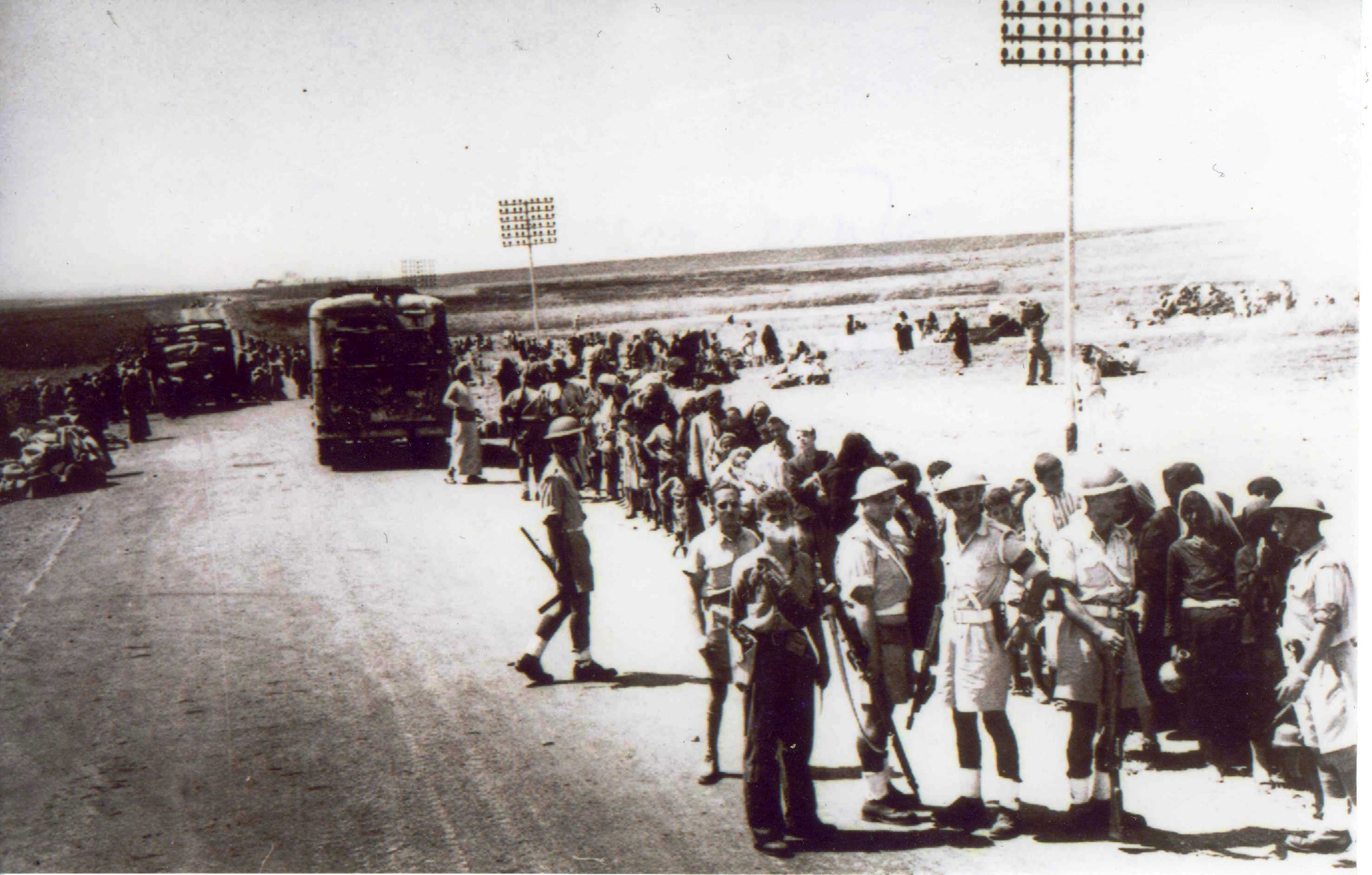
مستوطنات في إسرائيل

```
وتشمل النكبة 
تشريد المجتمع الفلسطيني
 
وتجريده من ممتلكاته
 
وانعدام جنسيته
 
وتمزيقه
.
[
11
]
[
12
]
```

### التهجير
خلال حرب فلسطين 1947-1949، فر أو طرد ما يقدر بنحو 700،000 فلسطيني، يشكلون حوالي 80% من السكان العرب الفلسطينيين في المنطقة التي سيطرت عليها اسرائيل بحلول عام 1949. ما يقرب من نصف هذا الرقم (حوالي 250,000-300,000 فلسطيني) فروا أو طُردوا قبل إعلان قيام إسرائيل في أيار/مايو 1948، وفي الفترة التي أعقبت الحرب، حاول عدد كبير من الفلسطينيين العودة إلى ديارهم، قتل ما يتراوح بين بين 2,700 و5,000 فلسطيني على يد إسرائيل خلال هذه الفترة، وكانت الغالبية العظمى منهم غير مسلحة وتعتزم العودة لأسباب إقتصادية أو إجتماعية. وقد وصف بعض المؤرخين طرد الفلسطينيين منذئذ بأنه تطهير عرقي.
وفي الوقت نفسه، أصبحت نسبة كبيرة من الفلسطينيين الذين بقوا في إسرائيل مشردون داخليا. في عام 1950، قدرت الأونروا أن 46,000 من أصل 156,000 فلسطيني بقوا داخل الحدود التي رسمتها اتفاقيات الهدنة لعام 1949 كانوا لاجئين نازحين داخليا. اليوم حوالي 274,000 مواطن عربي في إسرائيل – أو واحد من كل أربعة في إسرائيل – نازحين داخليا من أحداث عام 1948.

### نزع الملكية والمحو
خصصت خطة التقسيم التي وضعتها الأمم المتحدة لعام 1947 56% من فلسطين للدولة اليهودية المستقبلية، في حين أن الأغلبية الفلسطينية، 66%، كانت ستحصل على 44% من الأراضي. 80 في المائة من الأراضي في الدولة اليهودية المبرمجة مملوكة بالفعل لفلسطينيين، و 11 في المائة منها تحمل سندات ملكية يهودية. قبل وأثناء وبعد حرب 1947-1949، هجر مئات البلدات والقرى الفلسطينية ودمرت. حذفت الأسماء الجغرافية في جميع أنحاء البلد واستبدالها بأسماء عبرية، كانت في بعض الأحيان مشتقات من التسميات الفلسطينية التاريخية، وفي بعض الأحيان إختراعات جديدة. دمرت العديد من المواقع التاريخية غير اليهودية، ليس فقط خلال الحروب، ولكن في عملية لاحقة على مدى عدد من العقود. فعلى سبيل المثال، دُمر أكثر من 80 في المائة من مساجد القرى الفلسطينية، وأزيلت التحف من المتاحف والمحفوظات.
```
صدرت مجموعة متنوعة من القوانين في إسرائيل لإضفاء الشرعية على مصادرة الأراضي الفلسطينية.
[
31
]
[
32
]
```

### إنعدام الجنسية والتجريد من الجنسية
إن إنعدام الجنسية الفلسطينية عنصر أساسي في النكبة وما زال سمة من سمات الحياة الوطنية الفلسطينية حتى يومنا هذا. وأصبح جميع الفلسطينيين العرب على الفور عديمي الجنسية نتيجة النكبة، رغم أن بعضهم أخذ جنسية أخرى. وبعد عام 1948، لم يعد الفلسطينيون مجرد فلسطينيين، بل أصبحوا إما فلسطينيين إسرائيليين، أو فلسطينيي الأونروا، أو فلسطينيي الضفة الغربية، أو فلسطينيي غزة، بالإضافة إلى الشتات الفلسطيني الأوسع الذين تمكنوا من الحصول على الإقامة خارج فلسطين التاريخية ومخيمات اللاجئين.
```
وقد جرّد 
قانون الجنسية الإسرائيلية
 الأول، الذي سُن في 14 تموز/يوليو 1952، الفلسطينيين من جنسيتهم، فجعل الجنسية الفلسطينية السابقة "خالية من الجوهر"، و"غير مرضية وغير ملائمة للحالة التي تلت إقامة إسرائيل".
[
36
]
[
37
]
```

### تصدع المجتمع
كانت النكبة هي السبب الرئيسي للشتات الفلسطيني. في نفس الوقت الذي تم فيه إنشاء إسرائيل كوطن يهودي، تحول الفلسطينيون إلى "أمة لاجئين" ذات "هوية متجولة". يعيش اليوم غالبية الفلسطينيين البالغ عددهم 13.7 مليون نسمة في الشتات، أي أنهم يعيشون خارج المنطقة التاريخية لفلسطين الإنتدابية، وفي المقام الأول في بلدان أخرى من العالم العربي. من بين 6.2 مليون شخص مسجلين لدى وكالة الأمم المتحدة لإغاثة وتشغيل اللاجئين الفلسطينيين (الأونروا)، يعيش حوالي 40% في الضفة الغربية وغزة، و60% في الشتات. هناك عدد كبير من هؤلاء اللاجئين المغتربين غير مندمجين في البلدان المضيفة لهم، كما يتضح من التوتر المستمر للفلسطينيين في لبنان أو الهجرة الفلسطينية من الكويت في الفترة 1990-91.
وقد أدت هذه العوامل إلى هوية فلسطينية "مُعَانَاة"، في حين أن تجريد الفلسطينيين من أراضيهم قد خلق عاملاً موحِّداً ومركزاً لرغبتهم في العودة إلى وطنهم المفقود.

## القرى الفلسطينية المدمرة[42]

### قرى قضاءالقدسالمدمرة
- إشوع" تم الاستيلاء على أراضيها البالغة مساحتها 19100 دونما، أما عدد سكانها فكان عام 1922 حوالي 382 نسمة ارتفع إلى 621 نسمة عام 1931م، وإلى 720 نسمة عام 1945م.
- بيت أم الميس: تقع إلى الغرب من مدينة القدس وتبعد عنها 10 كم هدمتها سلطات الاحتلال عام 48م واستولت على أراضيها البالغة 10100 دونما، وأقامت على الأراضي المسلوبة مستوطنة (موشاف رامات) عام 1948م بلغ عدد سكانها عام 1945م حوالي 70 نسمة.
- بيت عطاب: تقع إلى الجنوب الغربي من مدينة القدس وتبعد عنها 15 كم، كانت تتبع لقضاء الرملة عام 1931م، هدمتها سلطات الاحتلال عام 48م واستولت على أراضيها البالغة 8800 دونما، وأقامت على الأراضي المسلوبة مستوطنة (نيس حاريم) ومستوطنة (بارجيوريا)، بلغ عدد سكانها عام 1922? حوالي 504 نسمة، و606 نسمة عام 1931م، وبلغ عدد سكانها عام 1945م حوالي 540 نسمة.
- بيت محسير: تقع على بعد 20 كم إلى الغرب من مدينة القدس، هدمت القرية وشرد أهلها وتم الاستيلاء على أراضيها ومساحتها 16300 دونم، وأقيمت عليها مستوطنة (موشاف بيت ميئير) عام 1950م، بلغ عدد سكانها عام 1922م حوالي 1367نسمة، وفي عام 1931م 1920نسمة، و2400 نسمة عام 1945م.
- بيت نقوبا: تقع إلى الشمال الغربي من مدينة القدس وتبعد عنها 13كم، هدمت القرية عام 1948م، وشتت سكانها وصودرت أراضيها البالغة مساحتها 2010 دونما وأقيمت على أراضيها مستوطنة (موشاف بيت نقوبا) عام 1949م، بلغ عد سكانها عام 1922م حوالي 120 نسمة، و177 نسمة عام 1931م، ارتفع إلى 240 عام 1945م.
- جرش: تقع إلى الغرب من القدس وتبعد 28كم عنها، كانت تتبع لقضاء الرملة حتى عام 1931م، دمرت عام 1948م، وسلبت أراضيها البالغة 3500 دونما، بلغ عد سكانها عام 1931م حوالي 164 نسمة، ارتفع إلى 190 عام 1945م.
- الجورة: تقع إلى الجنوب الغربي من مدينة القدس وتبعد عنها 19كم، هدمت القرية عام 1948م، وشتت سكانها وصودرت أراضيها البالغة مساحتها 4200 دونما وأقيمت على أراضيها مستوطنة (موشاف أدرة) عام 1950م، بلغ عد سكانها عام 1922م حوالي 224 نسمة، 329 نسمة عام 1931م، ارتفع إلى 420 عام 1945م.
- خربة العمور: تقع إلى الغرب من القدس وتبعد عنها 16 كم، بلغت مساحة أراضيها المسلوبة 3,9 كم، وعدد سكانها عام 1922م حوالي 137 نسمة، 187 نسمة عام 1931م، ارتفع إلى 270 عام 1945م.
- خربة اللوز: تقع إلى الغرب من القدس وتبعد عنها 14 كم، بلغت مساحة أراضيها المسلوبة 4500 دونما، وعدد سكانها عام 1922م حوالي 224 نسمة، 315 نسمة عام 1931م، ارتفع إلى 450 عام 1945م.
- دير الشيخ: تقع بالاتجاه الجنوبي الغربي من القدس وتبعد عنها 18كم، هدمت عام 1948م، وشرد سكانها وسلبت أراضيهم البالغة 6800 دونما، عدد سكانها عام 1922م حوالي 99 نسمة، 147 نسمة عام 1931م، ارتفع إلى 220 عام 1945م.
- دير إبان: تقع إلى الغرب من مدينة القدس وتبعد عنها 20كم، هدمت القرية عام 1948، وشتت سكانها وصودرت أراضيها البالغة مساحتها 22700 دونما وأقيمت على أراضيها مستوطنة (موشاف محسيا) عام 1950م، بلغ عد سكانها عام 1922م حوالي 1214 نسمة، 1534 نسمة عام 1931م، ارتفع إلى 2100 عام 1945م.
- دير ياسين: تقع إلى الغرب من مدينة القدس وتبعد عنها 4كم، وقعت فيها مجزرة في 9 نيسان 1948م، ووقع ضحيتها 250 شخصا، بينهم أطفال ونساء وشيوخ، نظمتها عصابة إرجون وعصابة شتيرن، وصودرت أراضيها البالغة مساحتها 2900 دونما وأقيمت على أراضيها مستوطنة (جبعات شاؤول) عام 1950م، بلغ عد سكانها عام 1922م حوالي 245 نسمة، 429 نسمة عام 1931م، ارتفع إلى 610 عام 1945م.
- دير الهوى: تقع بالاتجاه الجنوبي الغربي من القدس وتبعد عنها 12كم، هدمت عام 1948م، وشرد سكانها وسلبت أراضيهم البالغة 5900 دونما، وأقيمت عليها مستوطنة (موشاف نيس هاريم) عدد سكانها عام 1922م حوالي 18 نسمة، 47 نسمة عام 1931م، ارتفع إلى 60 عام 1945م.
- رأس أبو عمار: تقع إلى الجنوب الغربي من القدس وتبعد عنها 19كم، هدمت عام 1948م، وشرد سكانها وسلبت أراضيهم البالغة 8,3 ألف دونما، عدد سكانها عام 1922م حوالي 339 نسمة، 488 نسمة عام 1931م، ارتفع إلى 620 عام 1945م.
- ساريس: تقع إلى الغرب من مدينة القدس وتبعد عنها 15كم، ويوجد قربة بنفس الاسم في قضاء جنين وصودرت أراضيها البالغة مساحتها 10,7 ألف دونم وأقيمت على أراضيها مستوطنة (موشاف شورش) عام 1948م، بلغ عد سكانها عام 1922م حوالي 372 نسمة، 470 نسمة عام 1931م، ارتفع إلى 560 عام 1945م.
- صرعة: تقع إلى الغرب من مدينة القدس وتبعد عنها 31كم، هدمت القرية وشرد أهلها عام 1948م، وصودرت أراضيها البالغة مساحتها 5000 دونما وأقيمت على أراضيها مستوطنة (كيبوتس تسورعة) عام 1948م، بلغ عدد سكانها عام 1922م حوالي 205 نسمة، 271 نسمة عام 1931م، ارتفع إلى 340 عام 1945م.
- صطاف: تقع إلى الغرب من مدينة القدس وتبعد عنها 12كم، هدمت القرية وشرد أهلها عام 1948م، وصودرت أراضيها البالغة مساحتها 3,8 ألف دونم وأقيمت على أراضيها مستوطنة (موشاف بيكورا) عام 1949م، بلغ عدد سكانها عام 1922م حوالي 329 نسمة، 381 نسمة عام 1931م، ارتفع إلى 450 عام 1945م.
- سفلة: تقع باتجاه الجنوب الغربي من القدس وتبعد عنها 24كم، بلغت مساحة الأراضي المسلوبة حوالي 2,1 ألف دونم، بلغ عدد سكانها عام 1922م حوالي 46 نسمة، 49 نسمة عام 1931م، ارتفع إلى 60 عام 1945م.
- صوبا: تقع إلى الغرب من القدس وتبعد عنها 10كم، بلغت مساحة أراضيها المسلوبة 4100دونما، وأقيمت على أراضيها مستوطنة (كيبوتس صوبا) عام 1948م، بلغ عدد سكانها عام 1922م حوالي 307 نسمة، 434 نسمة عام 1931م، ارتفع إلى 620 عام 1945م.
- عرتوف: تقع على بعد 36كم غرب مدينة القدس، مساحة أراضيها المسلوبة 403 دونما فقط، أقيم على أراضيها مستوطنة (موشاف ناحام)، بلغ عدد سكانها عام 1922م حوالي 305 نسمة، 253 نسمة عام 1931م، انخفض إلى 250 عام 1945م.
- عسلين: تقع إلى الغرب من القدس على بعد 28كم، وصودرت أراضيها البالغة مساحتها 2,2 ألف دونم وأقيمت على أراضيها مستوطنة (عشتاعول) عام 1948م، بلغ عدد سكانها عام 1931م حوالي 186 نسمة، ارتفع إلى 260 عام 1945م.
- عقور: تقع إلى الجنوب الغربي من القدس وعلى بعد 20كم منها، مساحة أراضيها المسلوبة 5500 دونما، بلغ عدد سكانها عام 1922م حوالي 25 نسمة، ارتفع إلى 40 عام 1945م.
- عين كارم: تقع إلى الغرب من القدس وتبعد عنها 8كم، شرد أهلها وسلبت أراضيها عام 1948م، وبلغت مساحة أراضيها حوالي 15,3 ألف دونم، أقيمت على أراضيها جامعة ومستشفى هداسا بالإضافة إلى مستوطنة (عين كيريم) عام 1953م، بلغ عدد سكانها عام 1922م حوالي 1735 نسمة، 2637 نسمة عام 1931م بما فيهم سكان عين رواس وعين الخندق، ارتفع إلى 3180 عام 1945م.
- القبو: تقع إلى الجنوب الغربي من القدس وتبعد عنها 18كم، مساحة أراضيها المسلوبة 3,8 ألف دونم، بلغ عدد سكانها عام 1922م حوالي 129 نسمة، 192 نسمة عام 1931م، ارتفع إلى 260 عام 1945م.
- القسطل: تقع إلى الغرب من مدينة القدس وتبعد عنها 10 كم وهي أول قرية عربية احتلها الصهاينة عام 1948م، بعد معركة عنيفة بقيادة عبد القادر الحسيني الذي استشهد في هذه المعركة، بلغت مساحة أراضيها المسلوبة 14000 دونما، أقيم على أراضيها مستوطنة (ماعوز تسيون) وأصبحت (مفسرت تسبون) عام 1951م، بلغ عدد سكانها عام 1922م حوالي 43 نسمة، 59 نسمة عام 1931م، ارتفع إلى 90 عام 1945م.
- قالونيا: تقع إلى الشمال الغربي من مدينة القدس، وتبعد عنها حوالي 6كم، ويبلغ متوسط ارتفاعها 650م. وتقوم القرية على بقعة (موصه) الكنعانية وتعني خروج، وتعد قالونيا تحريف لكلمة (كولونيا) اللاتينية ومعناها مستعمرة، بلغت مساحة أراضيها 4844 دونما، وتحيط بها أراضي قرى دير ياسين، بيت اكسا، لفتا، عين كارم، القسطل، بيت نقوبا، وبيت سوريك، قدر عدد سكانها عام 1922 حوالي(549) نسمة، وفي عام 1945 حوالي (910) نسمة.
- كسلا: تقع على موقع كسالون وإلى الغرب من القدس، وتبعد عنها 16كم، مساحة أراضيها المسلوبة حوالي 8000 دونما، أقيم عليها مستوطنة (موشاف كسالون) عام 1952م، بلغ عدد سكانها عام 1922م حوالي 233 نسمة، 299 نسمة عام 1931م، ارتفع إلى 280 عام 1945م.
- لفتا: تقع إلى الشمال الغربي من القدس وتبعد عنها 1كم، مساحة أراضيها المسلوبة 8000 دونما، وهي الآن من ضواحي القدس الغربية يقع على أراضيها حي (مي تفتواح) من أحياء القدس، بلغ عدد سكانها عام 1922م حوالي 1451 نسمة، 1893 نسمة عام 1931م، ارتفع إلى 2550 عام 1945م.
- المالحة: تقع إلى الجنوب الغربي من القدس وتبعد عنها 5كم، مساحة أراضيها المسلوبة 5700 دونما، أقيم على أراضيها مستوطنة (موشاف مناحات) عام 1949م، بلغ عدد سكانها عام 1922م حوالي 1038 نسمة، 1410 نسمة عام 1931م، ارتفع إلى 1940 عام 1945م.
- نِطاف: تقع إلى الشمال الغربي من القدس وتبعد عنها 13كم، بلغت مساحة أراضيها المسلوبة 15000 ألف دونم، وبلغ عدد سكانها عام 1945م حوالي 40 نسمة.
- الولجة: تقع إلى الجنوب الغربي من القدس وتبعد عنها 10كم، مساحة أراضيها المسلوبة 17600 دونما، أقيم على أراضيها مستوطنة (موشاف عامي نداف)، بلغ عدد سكانها عام 1922م حوالي 910 نسمة، 1206 نسمة عام 1931م، ارتفع إلى 1650 عام 1945م.

عمواس:
تقع في الاتجاه الغربي من القدس وتبعد عنها 28كم، مساحة أراضيها المسلوبة 5200 دونما، والجزء الآخر من أراضيها المتبقية أصبح من ضمن الضفة الغربية وفي عام 1967م، بعد الاحتلال دمرت سلطات الاحتلال القرية تدميراً كاملاً وشردت أهلها. بلغ عدد سكانها عام 1945م حوالي 1450 نسمة.

### قرى قضاء حيفا المدمرة
- أبو زريق: تقع إلى الجنوب الشرقي من مدينة حيفا وتبعد عنها 23كم، أزالتها سلطات الاحتلال عام 1948م، وبلغت مساحتها أراضيها المسلوبة حوالي 6500 دونما، بلغ عدد سكانها عام 1931م حوالي 406 نسمة، ارتفع إلى 550 عام 1945م.
- أبو شوشة: تقع إلى الجنوب الشرقي من مدينة حيفا وتبعد عنها 25كم، ضمت أراضي القرية بعد هدمها عام 1948م البالغة مساحتها حوالي 9000 دونما إلى (كيبوتس مشمار هعيمك) الذي تأسس عام 1926م، بلغ عدد سكانها عام 1922م حوالي 120 نسمة، ارتفع إلى 720 عام 1945م.
- إجزم: تقع إلى الجنوب من حيفا وتبعد عنها 28 كم، أزالتها سلطات الاحتلال عام 1948م، وأقامت على أراضيها والبالغة مساحتها 46900 دونما مستوطنة (موشاف كيريم مهرال) التي أقيمت عام 1926م، بلغ عدد سكانها عام 1922م حوالي 1610 نسمة ارتفع إلى 2160 نسمة عام 1931، وإلى 2970 نسمة عام 1945م.
- أم الزينات: تقع إلى الجنوب الشرقي من مدينة حيفا وتبعد عنها 27كم، أزالتها سلطات الاحتلال عام 1948م، وبلغت مساحتها أراضيها المسلوبة حوالي 22100 دونما وأقيمت عليها مستوطنة (موشاف إيل ياكيم) عام 1949م، بلغ عدد سكانها عام 1922م حوالي 787 نسمة ارتفع إلى 1029نسمة في عام 1931م، ارتفع إلى 1411 عام 1945م.
- أم الشوف: تقع إلى الجنوب الشرقي من مدينة حيفا وتبعد عنها 7كم، هدمتها سلطات الاحتلال عام 1948م، واستولت على أراضيها البالغة حوالي 5300 دونما، بلغ عدد سكانها عام 1931م حوالي 325 نسمة، ارتفع إلى 480نسمة عام 1945م.
- أم العمد: تقع إلى الجنوب الشرقي من مدينة حيفا وتبعد عنها 18كم، دمرت سلطات الاحتلال القرية عام 1948م، وبلغت مساحتها أراضيها المسلوبة حوالي 9100 دونما، وأقيمت عليها مستوطنة (موشاف ألوني إبا) عام 1948م، وقرية ألمانية هي (فالدهايم)، بلغ عدد سكانها عام 1922م حوالي 128 نسمة، ارتفع إلى 231 عام 1931م، وإلى 260 عام 1945م.
- البريكة: تقع إلى الجنوب من حيفا وعلى بعد 39كم أزيلت القرية وتم الاستيلاء على أراضيها البالغة مساحتها 2900 دونما، وبلغ عدد سكانها عام 1922م حوالي 229نسمة، ارتفع إلى 237 نسمة عام 1931م، وإلى 260 نسمة عام 1945م.
- البطيمات: تقع إلى الجنوب الشرقي من حيفا وعلى بعد 34كم أزيلت القرية وتم الاستيلاء على أراضيها البالغة مساحتها 4300 دونما، وأقيم على أراضيها (كيبوتس رحاقيم) عام 1948م، وبلغ عدد سكانها عام 1931م حوالي 122نسمة، ارتفع إلى 110 نسمة عام 1945م.
- بلد الشيخ: تقع إلى الجنوب الشرقي من حيفا وعلى بعد 5كم أزيلت القرية وتم الاستيلاء على أراضيها البالغة مساحتها 9200 دونما، وقسمت أراضيها بين حيفا ومستوطنة (نيشير)، وبلغ عدد سكانها عام 1922م حوالي 407 نسمة، ارتفع إلى 412 نسمة عام 1945م.
- جبع: تقع إلى الجنوب من حيفا وعلى بعد 21كم قصفت هذه القرية بالطائرات في 7/تموز/ 1948م، ودمرت بالكامل وشرد أهلها وبني على أراضيها البالغة مساحتها 7010 دونما مستوطنة (موشاف جبيع كرميل) عام 1949م، وبلغ عدد سكانها عام 1922م حوالي 532 نسمة، ارتفع إلى 763 نسمة عام 1931م، وإلى 1140 نسمة عام 1945م.
- عين حوض: تقع إلى الجنوب من حيفا وعلى بعد 17كم أزيلت القرية وتم الاستيلاء على أراضيها البالغة مساحتها 12600 ألف دونما، أقيمت على أراضيها مستوطنات هي مستوطنة (عين هود) أقيمت عام 1949م، وهي قرية للفنانين، ومستوطنة (نير يازون)، وبلغ عدد سكانها عام 1922م حوالي 340 نسمة، ارتفع إلى 456 نسمة عام 1931م، وإلى 650 نسمة عام 1945م.
- عين غزال: تقع إلى الجنوب من حيفا وعلى بعد 25كم أزيلت القرية وتم الاستيلاء على أراضيها البالغة مساحتها 18000 ألف دونم، أقيمت على أراضيها مستوطنة (موشاف عين إيالاه) أقيمت عام 1949م، وبلغ عدد سكانها عام 1922م حوالي 1046 نسمة، ارتفع إلى 1429 نسمة عام 1931م، وإلى 2170 نسمة عام 1945م.
- الغبية والنغنغية: تقع هاتان القريتان إلى الجنوب الشرقي من حيفا، وتبعدان عنها 25كم، مساحة أراضيها المسلوبة 7900 دونما، وعدد سكانها عام 1922 حوالي 393 نسمة، وعام 1931م حوالي 616 نسمة ارتفع إلى 1130 نسمة عام 1945م.
- قنير: تقع إلى الجنوب الشرقي من حيفا وعلى بعد 40 كم ومساحة أراضيها المسلوبة حوالي 11300 دونما، وأقيم على أراضيها مستوطنة (ريجافيم) (موشاف جبيعات) عام 1953م، وعدد سكانها عام 1922 حوالي 400 نسمة، وعام 1931م حوالي 483 نسمة ارتفع إلى 750 نسمة عام.
- قيرة وقاقون: تقعان إلى الجنوب الغربي من حيفا على بعد 23,5 كم منها أقيمت على أراضيها مدينة (يوكنيعام) عام 1935م، وكيبوتس (هازورياع) عام 1936م، بلغ عدد سكانها عام 1931م حوالي 86 نسمة، وحوالي 410 نسمة عام 1945م.
- قيسارية: تقع إلى الجنوب الغربي من حيفا وتبعد عنها 42كم، وتقع على شاطئ البحر المتوسط ومساحة أراضيها المسلوبة 30800 دونما، أقيم على أراضيها كيبوتس (سدوت يام) عام 1940م، ومدينة تطويرية (أورعكيفا) عام 1951م، بلغ عدد سكانها عام 1922م حوالي 364 نسمة، وعام 1931م حوالي 706 نسمة ارتفع إلى 960 نسمة عام 1945م.
- كبارة: تقع إلى الجنوب من حيفا وتبعد عنها 33كم، بلغت مساحة أراضيها المسلوبة حوالي 4300 دونم، وعدد سكانها عام 1922م حوالي 110 وعام 1931 حوالي 572 نسمة بما فيها عدد من سكان جسر الزرقاء وعام 1945م حوالي 120 نسمة.
- كُفر لام: تقع إلى الجنوب من حيفا وتبعد عنها 26كم، بلغت مساحة أراضيها المسلوبة حوالي 6800 دونما، أقيم على أراضيها مستوطنة (موشاف هبونيم) وعدد سكانها عام 1922م حوالي 156 نسمة وعام 1931 حوالي 215 نسمة وعام 1945م حوالي 340 نسمة.
- الكفرين: تقع إلى الجنوب الشرقي من حيفا وتبعد عنها 30كم، بلغت مساحة أراضيها المسلوبة حوالي 10900 دونما، وعدد سكانها عام 1922م حوالي 571 وعام 1931 حوالي 657 نسمة وعام 1945م حوالي 920 نسمة.
- مزار الشيخ يحيى: تقع إلى الجنوب من حيفا وتبعد عنها 19كم، بلغت مساحة أراضيها المسلوبة حوالي 7100 دونما، وعدد سكانها عام 1922م حوالي 134 وعام 1931 حوالي 210 نسمة وعام 1945م حوالي 210 نسمة.
- عين المنسي: تقع إلى الجنوب الشرقي من حيفا وتبعد عنها 29كم، بلغت مساحة أراضيها المسلوبة حوالي 12300 دونما، وعدد سكانها عام 1922م حوالي 72.
- جعارة: تقع إلى الجنوب الشرقي من حيفا وتبعد عنها 37كم، أجبر أهلها على مغادرتها عام 1945م وهدمت القرية وتم الاستيلاء على أراضيها وأقيم عليها مستوطنة (كيبوتس عين هاشو فيط) عام 1937م، وعدد سكانها عام 1922م حوالي 94 وعام 1931 حوالي 62.
- خبيزة: تقع إلى الجنوب الشرقي من حيفا وتبعد عنها 39كم، هدمت القرية وتم الاستيلاء على أراضيها المسلوبة حوالي 2400 دونما وأقيم عليها مستوطنة (كيبوتس ايقين يتسحاق) عام 1945م، وعدد سكانها عام 1922م حوالي 140 وعام 1931 حوالي 140 نسمة، وفي عام 1945م حوالي 209نسمة.
- خربة الدامون: تقع إلى الجنوب الشرقي من حيفا وتبعد عنها 13كم، تم الاستيلاء على أراضيها المسلوبة المقدرة حوالي 4500 دونما وعدد سكانها عام 1922م حوالي 19 وعام 1945م كان عددهم 340 نسمة.
- خربة لد: تقع إلى الجنوب الشرقي من حيفا وتبعد عنها 35كم، أجبر أهلها على مغادرتها عام 1948م وهدمت القرية وتم الاستيلاء على أراضيها وهي حوالي 3600 دونما، وعدد سكانها عام 1931 حوالي 451 نسمة، ارتفع إلى 640 نسمة عام 1945م.
- دالية الروحة: تقع إلى الجنوب الشرقي من حيفا وتبعد عنها 25كم، تم الاستيلاء على أراضيها البالغة 10100 دونما، وعدد سكانها عام 1922م حوالي 135 نسمة وعام 1931 حوالي 163 نسمة، ارتفع إلى 380 نسمة عام 1945م.
- السنديانة: تقع إلى الجنوب من حيفا على بعد 25 كم منها، مساحة أراضيها المسلوبة حوالي 14200 دونما مقام على أراضيها مستوطنة (موشاف عامي كام) أقيمت عام 1950م، ومستوطنة (يعار ألونه) عام 1949م، عدد سكانها عام 1939م حوالي 923 نسمة وعام 1945م حوالي 1250 نسمة.
- صبارين: تقع إلى الجنوب من حيفا على بعد 35 كم منها، مساحة أراضيها المسلوبة حوالي 21500 دونما مقام على أراضيها مستوطنة (إميقام)،عدد سكانها عام 1922م حوالي 845 نسمة وعام 1931 م حوالي 1108 نسمة وعام 1945م حوالي 1700 نسمة.
- الصرفند: تقع إلى الجنوب من حيفا على بعد 25 كم منها، مساحة أراضيها المسلوبة حوالي 5400 دونما مقام على أراضيها مستوطنة (موشاف تسيرونا) عام 1949م ومستوطنة (موشاف عاروفا)،عدد سكانها عام 1922م حوالي 204 نسمة وعام 1931 نسمة حوالي 188 نسمة وعام 1945م حوالي 290 نسمة.
- طبعون: تقع إلى الجنوب الشرقي من حيفا على بعد 18 كم منها، مساحة أراضيها المسلوبة مستوطنة (قريات نفعون)،عدد سكانها عام 1922م حوالي 151 نسمة وعام 1931 نسمة حوالي 229 نسمة وعام 1945م حوالي 370 نسمة.
- الطنطورة: تقع إلى الجنوب من حيفا على بعد 30 كم منها، مساحة أراضيها المسلوبة حوالي 11500 دونما مقام على أراضيها مستوطنة (كيبوتس نحشوليم) عام 1948م، و(موشاف دور) أسست عام 1949م، عدد سكانها عام 1922م حوالي 750 نسمة وعام 1931 نسمة حوالي 953 نسمة وعام 1945م حوالي 1490 نسمة.
- طيرة اللوز: تقع إلى الجنوب الشرقي من حيفا وتبعد عنها 10كم، أجبر أهلها على مغادرتها عام 1948م وهدمت القرية وتم الاستيلاء على أراضيها وهي حوالي 43100 دونما، وعدد سكانها عام 1922م حوالي 2246 نسمة وعام 1931 حوالي 3191 نسمة، ارتفع إلى 5270 نسمة عام 1945م.
- هوشة: تقع إلى الشرق من حيفا وتبعد عنها 14كم بلغت مساحة أراضيها المسلوبة 5000 دونما، أقيم على أراضيها مستوطنة (كيبوتس أوشا) عام 1937م، بلغ عدد سكان القرية عام 1922م حوالي 165 نسمة وعام 1931م حوالي 202 نسمة ارتفع إلى 400 عام 1945م.
- الشيخ حلو: تقع إلى الجنوب من حيفا وعلى بعد 38كم مساحة أراضيها المسلوبة 1500 دونما وعدد سكانها عام 1945م حوالي 820 نسمة. ويعرف سكان الشيخ حلو باسم عرب الفقراء الذين يعود نسبهم إلى عرب النعيمات.

وادي عارة:
تقع إلى الجنوب من حيفا وتبعد عنه 54كم، مساحة أراضيها المسلوبة حوالي 8800 دونما أقيم على أراضيها مستوطنة (كيبوتس برقي) عدد سكانها عام 1922 حوالي 68 نسمة وعام 1931 حوالي 81 نسمة ارتفع إلى 230 عام 1945م.
- عرب الثفيعات: تقع خربتهم إلى الجنوب من حيفا وتبعد عنها 50كم بلغت مساحة أراضيها 1300 دونما أقيمت على أراضيهم مستوطنة (جفعات أولجا) بلغ عدد سكانهم حوالي 820 نسمة عام 1945م.

### قرى مدينة الخليل المدمرة
- الدوايمة : تقع على بعد 24 كلم تقريباً غرب مدينة الخليل كان تعداد سكانها أكثر من 4000 نسمة تم تطهيرها عرقياً في مذبحة تعد أكبر مذابح فلسطين عام 1948م. - بيت جبرين : - القبيبة : - أم الشقف : وغيرها كثير.

## وجهات النظر الإسرائيلية
```
وقد وصم 
المسؤولون الإسرائيليون
 مرارًا وتكرارًا هذا المصطلح بأنه يجسد "كذبة عربية" أو "مبررًا للإرهاب". في عام 2009، حظرت وزارة التعليم الإسرائيلية استخدام "النكبة" في الكتب المدرسية الفلسطينية للأطفال. في عام 2011، منع 
الكنيست
 المؤسسات من الاحتفال بهذا الحدث. ووفقاً لنيفي غوردون، فإن أي احتفال مدرسي يخلد ذكرى النكبة، بموجب قانون عام 2011، لا بد أن يرد على الاتهامات بأنها تحرض على العنصرية والعنف والإرهاب، وأنها تنكر الطابع الديمقراطي لإسرائيل بالقيام بذلك.
[
43
]
 وفي عام 2023، بعد أن أقامت الأمم المتحدة يوم 15 أيار/مايو لإحياء ذكرى النكبة، احتج السفير الإسرائيلي جلعاد إردان بأن الحدث في حد ذاته كان معادياً للسامية.
[
44
]
```

### الرواية الإسرائيلية
```
يُشير العديد من الإسرائيليين اليهود إلى فترة النكبة على أنها ولادة دولة إسرائيل و"حرب الاستقلال" الخاصة بهم.
[
45
]
 ينظر اليهود الإسرائيليون عموماً إلى حرب عام 1948 ونتائجها على أنها حدث تكويني وأساسي على حد سواء -كعمل من أعمال العدالة والخلاص للشعب اليهودي بعد قرون من المعاناة التاريخية، وخطوة رئيسية في "إنكار الشتات".
[
45
]
 ونتيجة لذلك، فإن الرواية حساسة للغاية للهوية الإسرائيلية.
[
45
]
 وكما ذكرت إحدى الصحف حول هذا الموضوع: "الصمت على النكبة هو أيضًا جزء من الحياة اليومية في إسرائيل".
[
46
]
```

### عقوبات تمويل الدولة لإحياء ذكرى النكبة
في أيار/مايو 2009، قدم حزب إسرائيل بيتنا مشروع قانون يحظر جميع احتفالات ذكرى النكبة، مع عقوبة السجن لمدة ثلاث سنوات لمثل هذه الأعمال التذكارية. بعد انتقادات علنية، تم تغيير مشروع القانون، وألغيت عقوبة السجن، وبدلا من ذلك سيكون لوزير المالية سلطة خفض تمويل الدولة للمؤسسات الإسرائيلية التي يتبين أنها "تحيي ذكرى الاستقلال أو يوم قيام الدولة كيوم حداد". وافق الكنيست على المشروع الجديد في مارس/آذار 2011. أدى تنفيذ القانون الجديد عن غير قصد إلى المعرفة بالنكبة داخل المجتمع الإسرائيلي، وهو مثال على تأثير سترايساند.

## في الأفلام والأدب
اختير فيلم فرحة، وهو فيلم عن النكبة للمخرجة الأردنية دارين سلام، ليكون التقديم الرسمي للأردن لجوائز الأوسكار لعام 2023 فئة الأفلام الروائية الطويلة الدولية. وردًا على ذلك، أمر أفيغادور ليبرمان، وزير المالية الإسرائيلي، وزارة الخزانة بسحب التمويل الحكومي لمسرح السرايا في يافا حيث من المقرر عرض الفيلم.

## الآثار الطويلة الأجل
تمثلت أهم تداعيات النكبة على الشعب الفلسطيني على المدى الطويل في فقدان وطنه، وتشتيت وتهميش مجتمعه الوطني، وتحوله إلى شعب بلا دولة.

## معرض صور

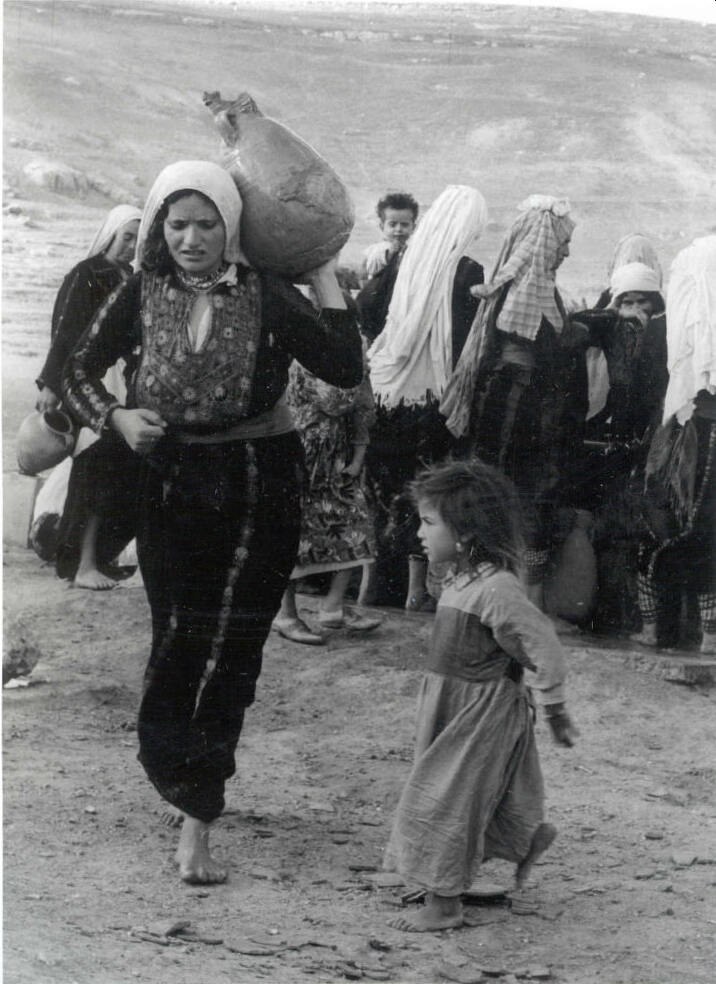
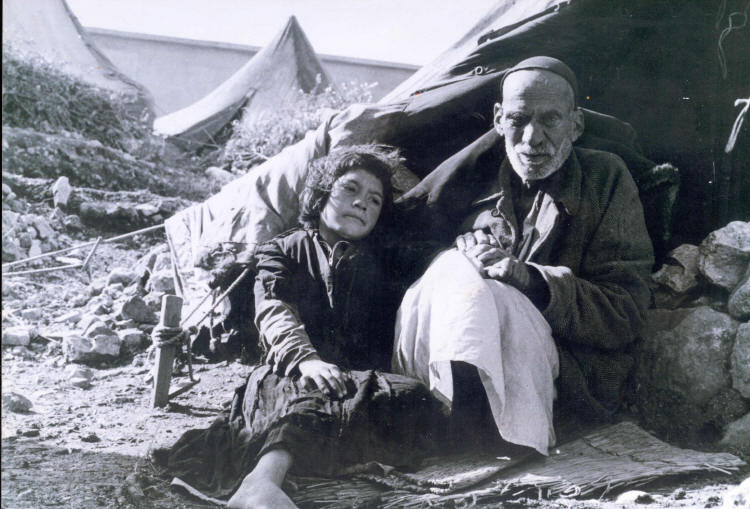

## روابط خارجية
- What Palestinians protest every May 15: The Palestinian Catastrophe, explained. Vox.